# Limenitis ophidusa
Limenitis ophidusa är en fjärilsart som beskrevs av Hans Fruhstorfer. Limenitis ophidusa ingår i släktet Limenitis och familjen praktfjärilar. Inga underarter finns listade i Catalogue of Life.